# مشيمة محوطة

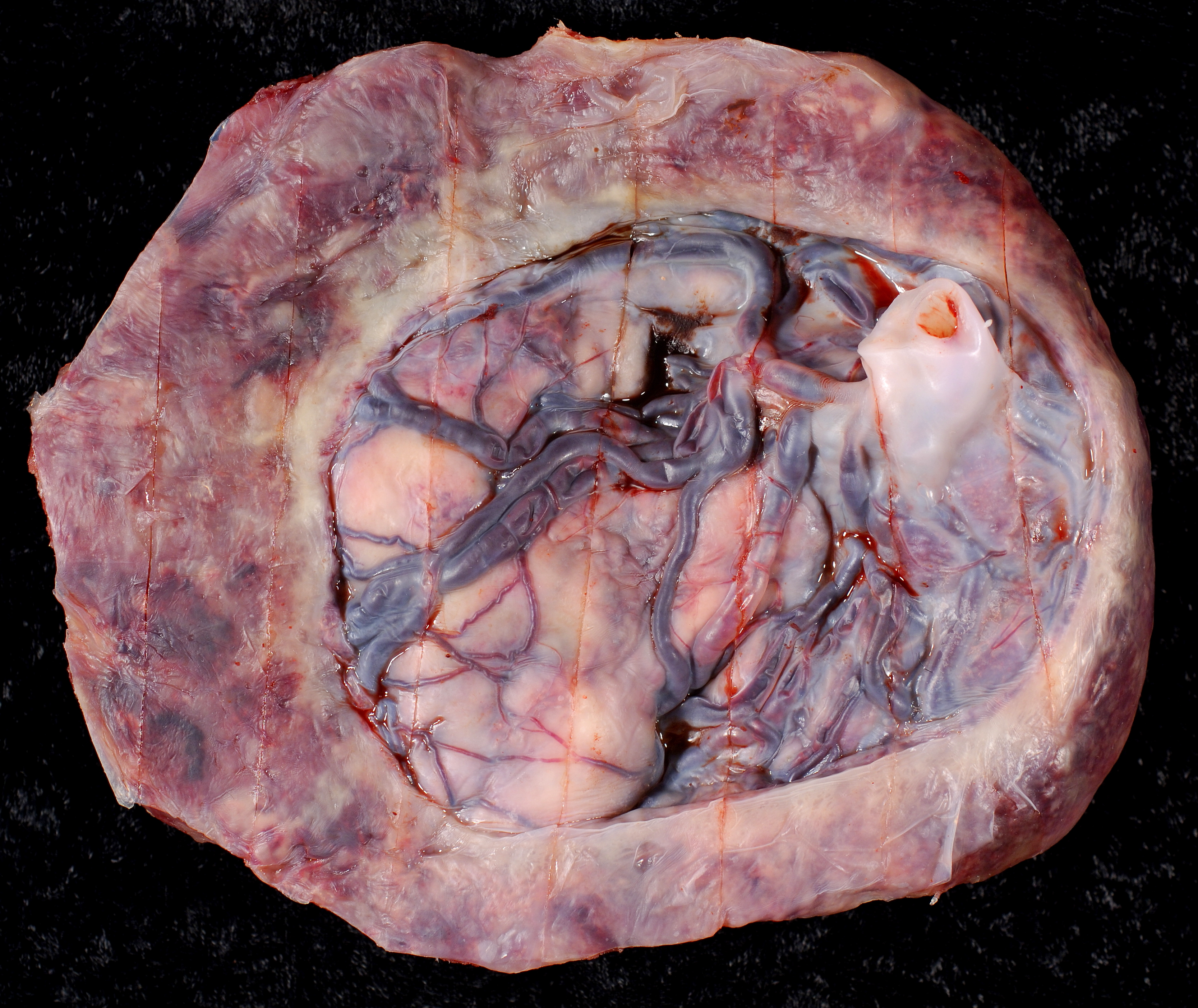

المشيمة المحوطة أو مشيمة خارج المشيماء (بالإنجليزية: Circumvallate placenta)‏، هي التشوهات المور فولوجية المشيمية، هو نوع فرعي من المشيمة الخارجية في الاغشية الجنينية (المشيماء والسلى) «مزدوجة الظهر» بجانب الجنين حول حافه المشيمة. بعد الولادة، تحتوي المشيمة المحوطة على حلقة سميكة من الأغشية على سطح الجنين.

سطح الجنين تنقسم الي نقطة انخفاض مركزية محاطة بحلقة بيضاء سميكة غير مكتملة. تقع الحلقة على مسافات متفاوتة من هامش المشيمة. الحلقة مكونه من طيات مزدوجة من السلى والمشيماء مع الساقط المنعكسة والفيربين بينهما. تنتشر الاوعية من الحبل السري الي الحلقة ثم تختفي من المنظر. المشيمة المحيطية تحدث في 1% من حالات الحمل. يتم تشخيصها قبل الولادة بالموجات الفوق صوتيه. وعلى الرغم من دراسة عام 1997 عن الموجات الفوق صوتيه قبل الولادة وجدت أن «من المشيمة العادية، 35% تم تصنيفها كاحتمال أو بالتأكيد تحوط من قبل إحدى علماء موجات الصوت» و" جميع علماء موجات الصوت شخصوا عملية التحويط الكامل بالطبيعي". ترتبط الحالة بمضاعفات الفترة السابقة للولادة مثل انفصال المشيمة المبكر، قله السائل السلوي، تخطيط ضربات القلب والاوعية غير الطبيعية، الولادة قبل الأوان والاجهاض.  